# Gienierał Duchonin
"Gienierał Duchonin" (ros. Бронепоезд "Генерал Духонин") – lekki pociąg pancerny Białych podczas wojny domowej w Rosji.
Pociąg został zbudowany 17 września 1919 r. w Kijowie. Początkowo nosił nazwę "Askold". Składał się z opancerzonego parowozu, częściowo opancerzonej platformy kolejowej z reflektorem przeciwlotniczym i 3 opancerzonych platform kolejowych, z których dwie zostały zdobyte na bolszewikach pod Kijowem. Zainstalowano na nich 5 dział i karabiny maszynowe. Wchodził w skład 3 Dywizjonu Pociągów Pancernych. Dowództwo objął kpt. Dołgopołow. Na pocz. października pociąg skierowano w trybie pilnym na front, aby na linii kolejowej Kijów-Fastów wsparł oddziały walczące z nacierającymi bolszewikami. 27 listopada tego roku pociąg przemianowano na "Gienierał Duchonin" na pamiątkę Nikołaja Duchonina. W grudniu nowym dowódcą został kpt. Kolesnikow. Pociąg został pozostawiony 29 stycznia 1920 r. pod stacją kolejową Tyraspol.